# Niels Ebbesens Gård
Niels Ebbesens Gård nebo též Rådmand Jens Jensens Gård je památkově chráněná budova v ulici Storegade ve městě Randers (šesté největší dánské město, ležící ve středním Dánsku na Jutském poloostrově), jejíž nejstarší části pocházejí z roku 1643, a která je největším dochovaným třípatrovým hrázděným domem ve městě a skládá se z předního, zadního a bočního domu.

## Historie domu
Budovu nechal postavit radní Jens Jensen v polovině 17. století, což bylo v dějinách města Randers období prosperity. Nápis na bráně datuje stavbu do roku 1643. Podle pověsti zde dánský národní hrdina Niels Ebbesen v roce 1340 zabil hraběte Gerharda, což ale odporuje historickým faktům, protože budova byla postavena až přibližně 300 let později. Nicméně, existuje tradice, že v budově musela být vždy ponechána otevřená okenice ve druhém patře, aby mohl hrabě uniknout (viz obrázek ve fotogalerii).
V letech 1761–1791 byly postaveny tři severní rizality jako kopie ostatních rizalitů. Boční dům byl pravděpodobně postaven ve stejné době jako přední dům. Desetitraktový třípodlažní boční dům byl postaven společně s předním domem. Boční dům byl od té doby rozšířen směrem na východ. V roce 1700 byl k Niels Ebbesens Gård přistavěn dům na severním konci statku. V roce 1891 byla budova obnovena a v předním domě bylo vyměněny spodní dřevěné trámy. Od roku 1918 je budova  památkově chráněna.
Od roku 1975 je budova ve vlastnictví Nadace pro zachování starých budov obce Randers. Nadace provedla důkladnou rekonstrukci v letech 1986–1987. Dnes jsou v přízemí komerční prostory (obchod) a další patra jsou obývána. Budova má tři podlaží a je postavena jako hrázděný dům v renesančním stylu. Vedlejší dům je rovněž třípodlažní. Mezi jednotlivými podlažími se nachází konzola podepřená vzpěrami.

## Nápis nad branou
Nad branou (viz první obrázek ve fotogalerii) je napsáno: Pane, věřím v tebe. Ať se nikdy nenechám zahanbit. Zachraň mě svou spravedlností. Sklop ke mně uši, pomoz mi, buď mi pevným rádcem a pevně se postav, abys mi pomohl. 1643. Jens Jensøn. Marren Jensdatter.

## Fotogalerie

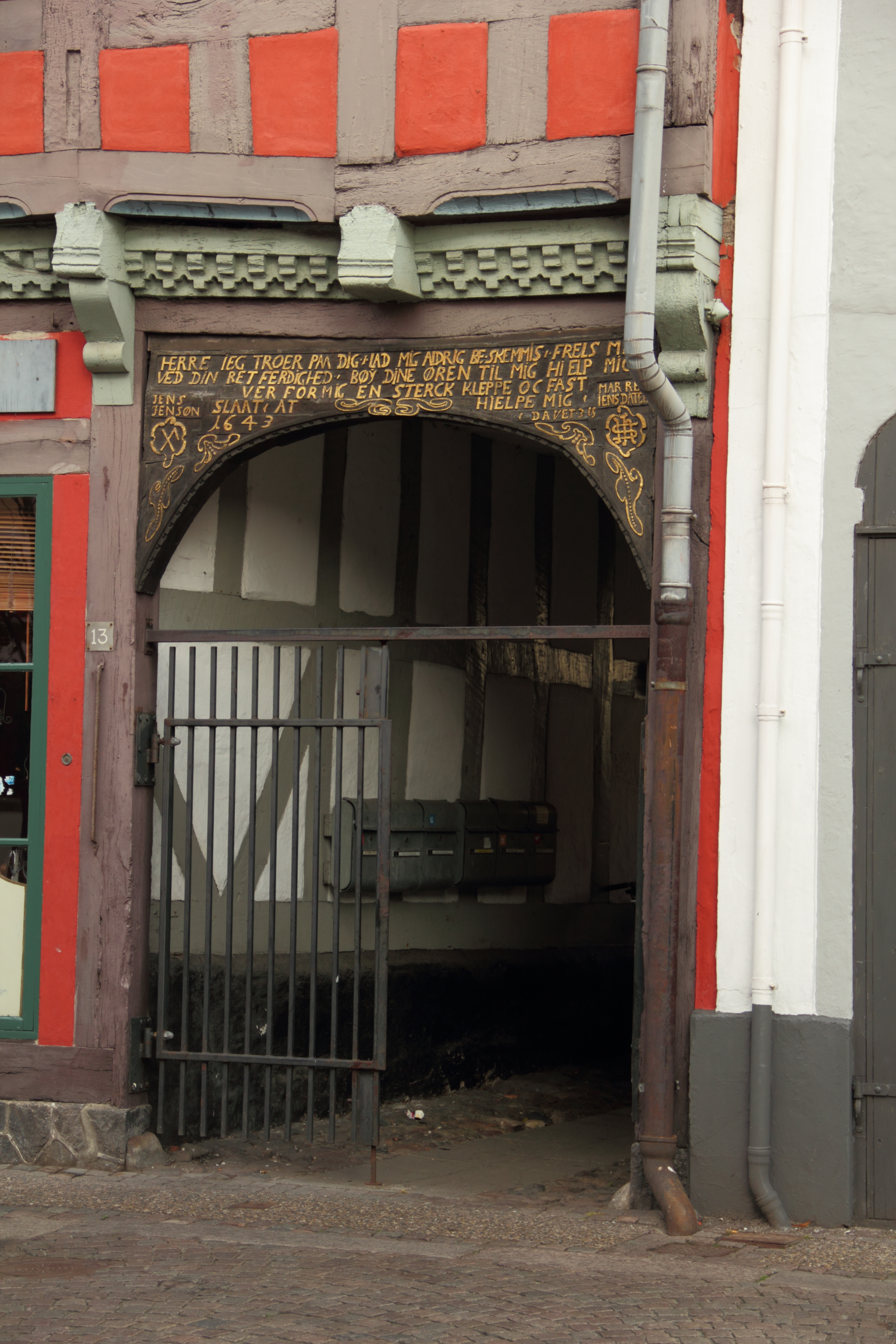
Brána domu s nápisem
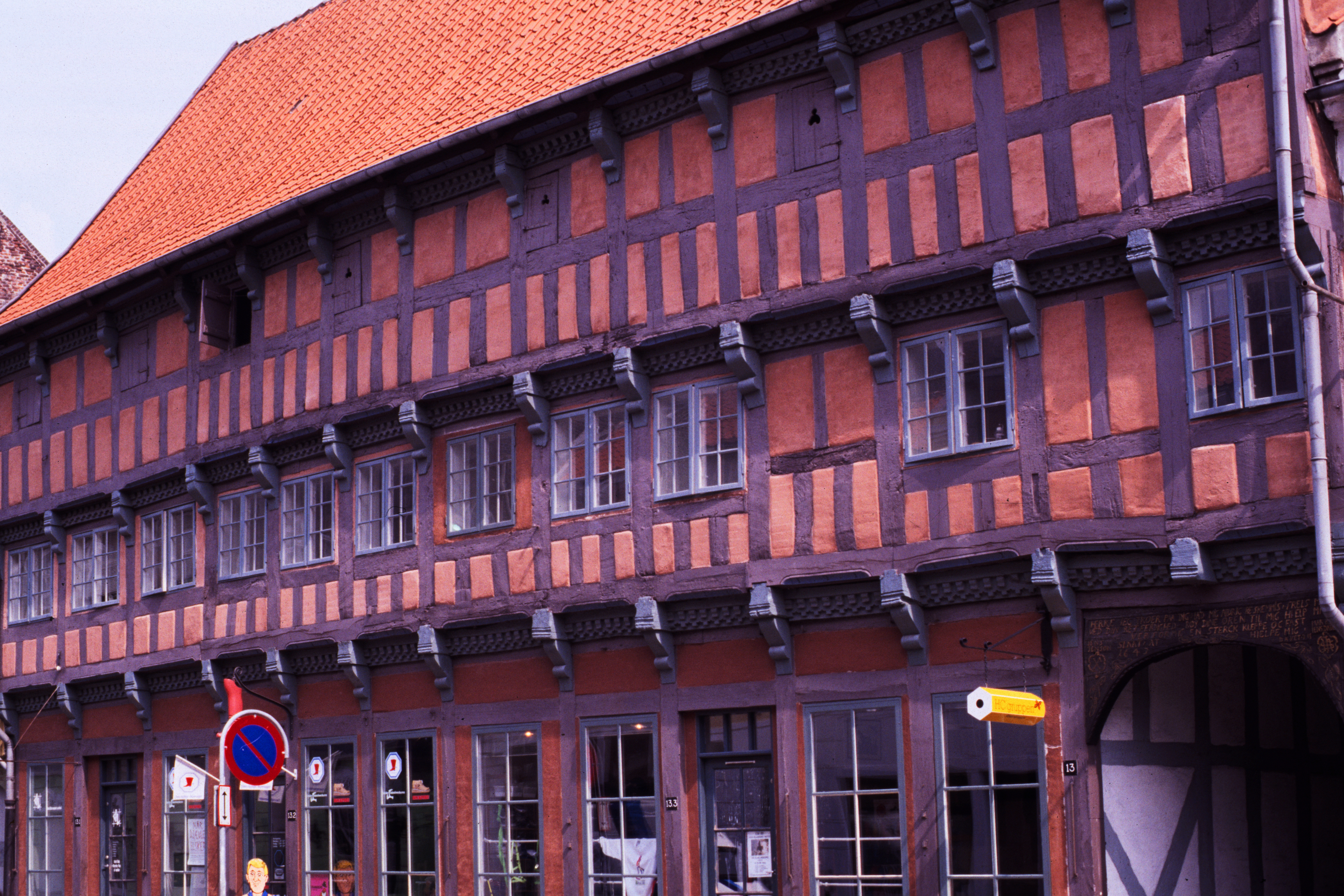
Průčelí domu
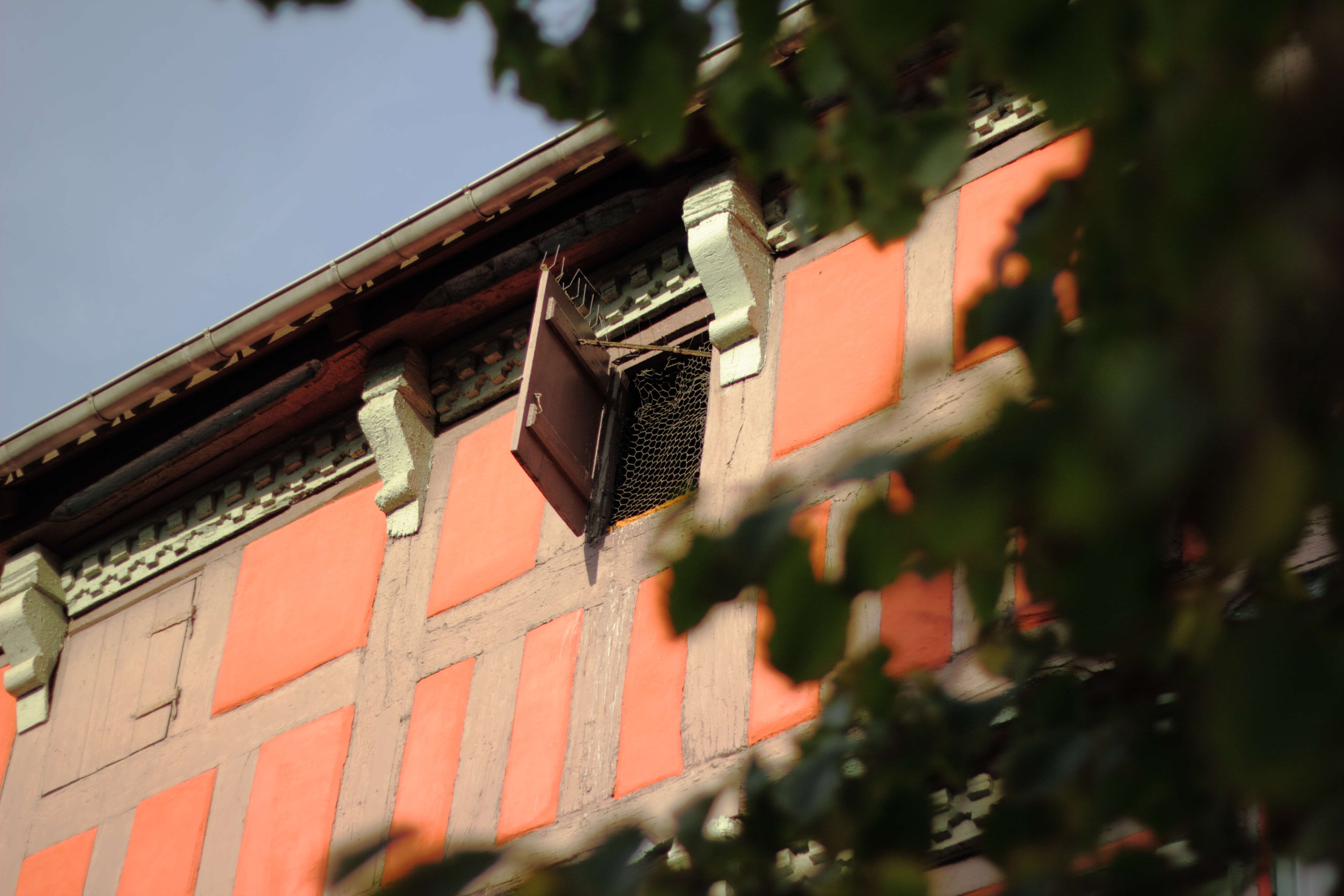
Okenice, která dle tradice má být otevřena